# Gozmanyia crassa
Gozmanyia crassa är en fjärilsart som beskrevs av Hans Georg Amsel 1935. Gozmanyia crassa ingår i släktet Gozmanyia och familjen mott. Inga underarter finns listade i Catalogue of Life.